# Mimosa baptistae
Mimosa baptistae — вид рослин із родини бобових (Fabaceae).

## Етимологія
Видовим епітетом вшановано доктора Луїса Ріоса де Моура Баптіста (порт. Luís Rios de Moura Baptista), який вивчав багато груп рослин з флори Ріу-Гранді-ду-Сул, включаючи рід мімози.

## Біоморфологічна характеристика
Нова мімоза має стебелькуваті залозисті трихоми, які надають їй клейкий вигляд, насамперед щодо листочків. Крім того, це шипаста рослина, а білі тичинки та плоди також укриті залозистими трихомами. Обстеження гербаріїв та польові дослідження зафіксували, що цей вид зустрічається лише на відслоненнях пісковику поблизу міста Касапава-ду-Сул, Бразилія. Вид можна сплутати з іншими видами Mimosa sect. Batocaulon ser. Stipellares, такими як M. bifurca, M. sobralii, M. lepidota. Однак такі ознаки, як відсутність/наявність шипів, колір тичинок, середовище проживання та особливості квітки, корисні для відрізнення їх від нового виду.

## Середовище проживання
Вид описано з Південної Бразилії. Росте на плато Серрас де Судесте (штат Ріо-Гранде-ду-Сул) на виходи пісковиків, у чагарниках, на кам'янисті луках на висотах приблизно від 200 до 500 метрів.